# Marcello Mencarini

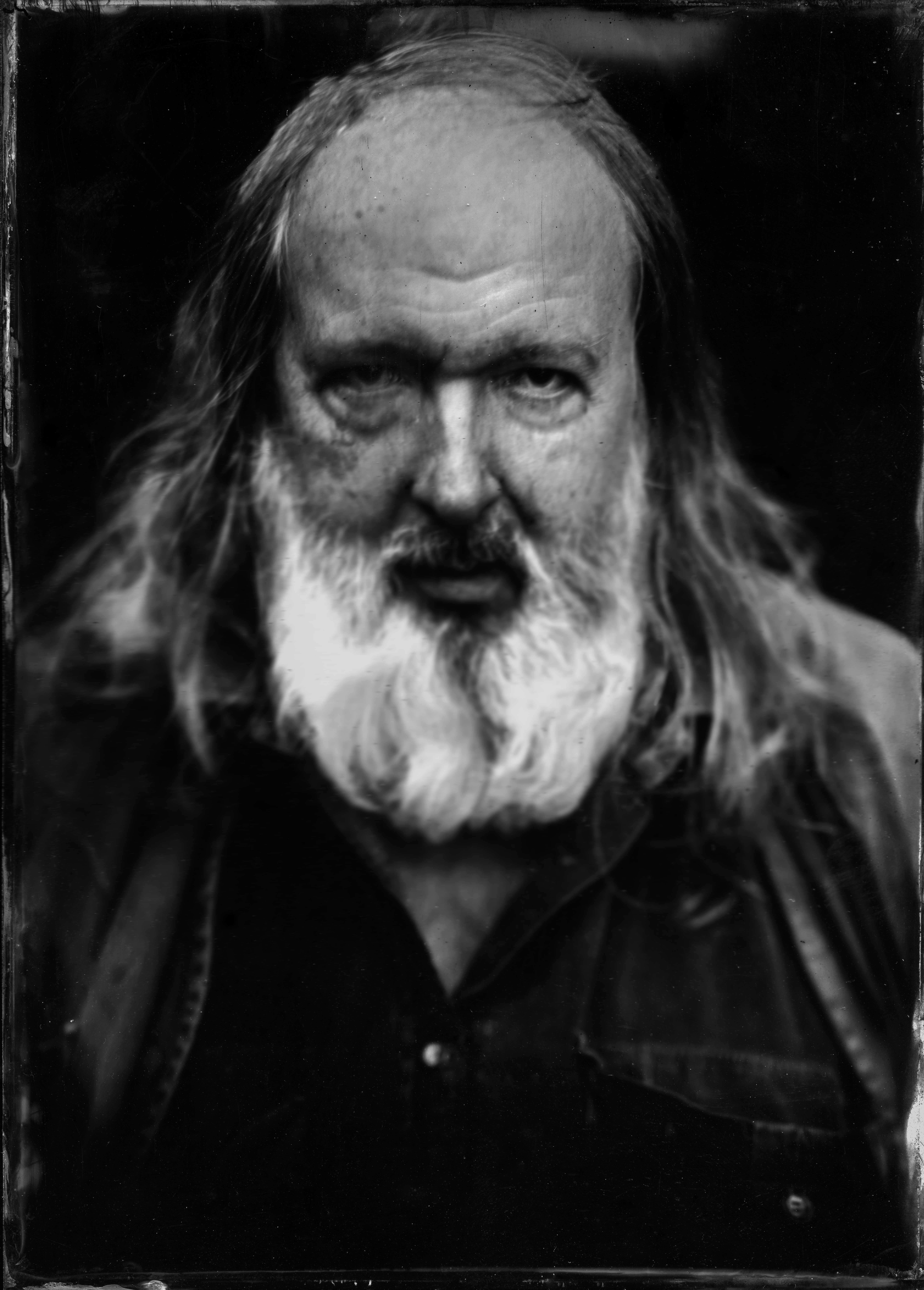
Marcello Mencarini

Marcello Mencarini (Monterotondo, 11 marzo 1952) è un fotografo, giornalista e videomaker italiano.

## Biografia
Dal 1988 al 1994 è stato membro dello staff fotografico del Radiocorriere TV, con l’incarico di seguire gli avvenimenti e i personaggi nell’ambito della cultura e dello spettacolo italiani e internazionali. 
"Fotografo del Radiocorriere TV, Mencarini ha lavorato sia come fotogiornalista, per argomenti di cronaca e di politica, sia come ritrattista, specializzandosi soprattutto in ritratti di artisti, musicisti classici e scrittori".
Nel 1984 ha iniziato una collaborazione con l’agenzia Grazia Neri, la prima agenzia fotografica italiana, che si concluderà solo con la sua chiusura, nel 2009. 
In quegli anni ha realizzato una serie fotografica sui maggiori compositori contemporanei trascorrendo lunghi periodi con autori come Luciano Berio, Giuseppe Sinopoli, John Cage e Karlheinz Stockhausen per documentare fotograficamente il loro metodo di lavoro. 
Una parte delle sue fotografie analogiche è conservata al MuFoCo, il Museo di fotografia contemporanea di Cinisello Balsamo, come parte dell’archivio dell’Agenzia Grazia Neri.
A partire dalla metà degli anni 90, con l’avvento di internet e dell’era digitale, si è occupato di nuovi media e dei nuovi linguaggi dell’immagine. 
Con Graziano Arici e Francesco Gorup de Besanez nel 1995 ha fondato Rosebud, la prima agenzia fotografica italiana a distribuire immagini in formato digitale.
Dal 2002 al 2007 è stato direttore di Emage, il settore multimediale dell'agenzia Grazia Neri, sperimentando nuovi format basati sul contenuto generato dagli utenti. 
In particolare nel 2002 ha fondato, insieme a Michele Neri, Makadam: un progetto dedicato ai fotografi con il telefonino che comprendeva un sito web, un giornale free press interamente utilizzato con le foto inviate dagli utenti e una web tv con filmati girati dagli iscritti, sempre con il telefonino. Tutto questo prima di Flickr, Facebook (2004) e YouTube (2005). 
Nel 2005 ha ideato, scritto, e diretto con Barbara Seghezzi, il documentario Nuovi comizi d‘amore (titolo in inglese: New Love Meetings), un remake di Comizi d'amore di Pier Paolo Pasolini. Il film, un’indagine sulla sessualità degli italiani, è il primo lungometraggio (93 minuti) girato con la videocamera di un telefono cellulare, il Nokia N90, ed è stato proiettato nel 2008 al MoMA di New York nell'ambito del festival Documentary Fortnight, al Zurich Film Festival 2006, e all’IDFA di Amsterdam 2006. Nuovi Comizi d'amore può essere considerato "un esempio primario di come una specifica tecnologia emergente, il telefono cellulare, stia cambiando il modo di fare documentari oggi".
Nel 2007, durante la 64ª Mostra internazionale d'arte cinematografica di Venezia, ha realizzato Camera at Work. Una performance con una fotocamera Canon senza operatore, accreditata ai photo call, che scattava in mezzo ai fotografi telecomandata a distanza.
Nel 2012 ha fondato l’agenzia fotogiornalistica "Rosebud2", specializzata in ritratti di personaggi ed eventi del mondo della cultura, di cui è direttore.
Dal 2019 al 2022 è stato direttore artistico di Todimmagina, festival di fotografia contemporanea che si svolgeva a Todi (PG).
È autore di alcuni libri sulla fotografia, tra i quali: La dolce vita dei paparazzi, Dialogo tra un fotografo e uno stampatore, Dialogo tra un fotografo e un avvocato.
Vive e lavora ad Arles, in Francia.